# Lunda (langue)
Cet article concerne la langue lunda. Pour le peuple lunda, voir Lundas.
Ne doit pas être confondu avec Ruund.
Le lunda, aussi appelée chilunda, kilunda ou ndembu, est une langue bantoue parlée par les Lundas. Elle est parlée par plus de 628 000 personnes, principalement en Zambie et en Angola, mais aussi en République démocratique du Congo.

## Écriture
| a | b  | ch | d | e | f | g | h | i  |
| j | k  | l  | m | n | ñ | o | p | ph |
| s | sh | t  | u | v | w | y | z | zh |

Certains auteurs utilisent la lettre eng ‹ ŋ › au lieu du n tilde ‹ ñ ›.

## Prononciation
|         | Antérieure | Centrale | Postérieure |
| ------- | ---------- | -------- | ----------- |
| Fermée  | i iː       |          | u uː        |
| Moyenne | e eː       |          | o oː        |
| Ouverte |            | a aː     |             |

|           |          | Labiale | Alvéolaire | Palatale | Vélaire | Glottale |
| --------- | -------- | ------- | ---------- | -------- | ------- | -------- |
| Nasale    | Nasale   | m       | n          | ɲ        | ŋ       |          |
| Occlusive | sourde   | p       | t          |          | k       |          |
| Occlusive | voisée   | b       | d          |          | ɡ       |          |
| Affriquée | sourde   |         |            | tʃ       |         |          |
| Affriquée | voisée   |         |            | dʒ       |         |          |
| Fricative | sourde   | f       | s          | ʃ        |         | h        |
| Fricative | voisée   | v       | z          | ʒ        |         |          |
| Spirante  | Spirante | w       | l          | j        |         |          |

## Grammaire
| Classe | Préfixes nominaux | Exemples | Traductions | Préfixes verbaux | Préfixes verbaux | Préfixes d’object |
| ------ | ----------------- | -------- | ----------- | ---------------- | ---------------- | ----------------- |
| 1      | mu                | muntu    | personne    | wa               | wu               | mu                |
| 1      | a                 | antu     | personnes   | a                | a                | yi                |
| 2      | mu                | mutóndu  | arbre       | wa               | wu               | wu                |
| 2      | nyi               | nyitóndu | arbres      | ya               | yi               | yi                |
| 3      | m, n, ŋ           | mpóku    | couteau     | ya               | yi               | yi                |
| 3      | m, n, ŋ           | mpóku    | couteaux    | ja               | ji               | ji                |
| 4      | i, di             | itála    | maison      | da               | di               | di                |
| 4      | ma                | matála   | maisons     | a                | a                | yi                |
| 5      | wu                | wúta     | fusil       | wa               | wu               | wu                |
| 5      | ma                | máta     | fusils      | a                | a                | yi                |
| 6      | ku                | kúfwa    | mort        | kwa              | ku               | ku                |
| 7      | ka                | kabubu   | insecte     | ka               | ka               | ka, ki            |
| 7      | tu                | tububu   | insectes    | twa              | tu               | tu                |
| 8      | lu                | lubavu   | côte (os)   | lwa              | lu               | lu                |
| 8      | m, n, ŋ           | mbavu    | côtes       | ja               | ji               | ji                |
| 9      | chi, ch           | chisu    | porte       | cha              | chi              | chi               |
| 9      | yi, y             | yisu     | portes      | ya               | yi               | yi                |
| 10     | chi, ch           | chikása  | main        | cha              | chi              | chi               |
| 10     | ma                | makása   | mains       | a                | a                | yi                |